# Strada statale 602 di Forca di Penne
La ex strada statale 602 di Forca di Penne (SS 602), ora strada regionale 602 di Forca di Penne (SR 602) in provincia dell'Aquila e strada regionale 602 Ex S.S. 602 (SR 602) in provincia di Pescara, era una strada statale italiana, il cui percorso è per intero sviluppato in Abruzzo. Attualmente è classificata come strada regionale lungo tutto il suo percorso.

## Percorso
La strada inizia dalla strada statale 153 della Valle del Tirino nei pressi di Capestrano e si addentra nel parco nazionale del Gran Sasso e Monti della Laga dirigendosi a nord verso Ofena e successivamente verso sud-est fino al valico della Forca di Penne (918 m s.l.m.). Superato questo passo, la strada procede verso nord-est toccando il centro abitato di Brittoli ed uscendo dal territorio del parco.
La strada continua in direzione nord-est attraversando i centri di Civitaquana e Catignano seguendo il corso del torrente Nora, per poi attraversarlo ed entrare nella Val Pescara a Cepagatti (dall’entrata in paese fino all’incrocio per Chieti è riclassificata e inserita nel percorso della strada statale 81 Piceno Aprutina e gestita da ANAS); una volta attraversati Cepagatti e la sua frazione Villanova, dov'è sito l'omonimo svincolo dell'A25 Torano-Pescara, la strada prosegue seguendo il corso del fiume Pescara nel comune di Spoltore fino ad innestarsi sulla strada regionale 16 bis Adriatica a Villa Raspa, frazione di Spoltore alle porte di Pescara.

## Storia
Già contemplata nel piano generale delle strade aventi i requisiti di statale del 1959, è solo col decreto del Ministro dei lavori pubblici del 9 luglio 1970 che viene elevata a rango di statale con i seguenti capisaldi d'itinerario: "innesto strada statale n. 153 al km 13+800 - Cepagatti - innesto strada statale n. 16 bis a Villa Raspa".
In seguito al decreto legislativo n. 112 del 1998, dal 2001 la gestione è passata da ANAS alla regione Abruzzo, che ha quindi trasferito l'infrastruttura al demanio delle province dell'Aquila e di Pescara.